# Néolithique précéramique B
Subdivisions
- PPNB ancien
- PPNB moyen
- PPNB récent

Le Néolithique précéramique B (PPNB, pour l'anglais Pre-Pottery Neolithic B) est une des phases du Néolithique du Proche-Orient. Il suit la phase du Néolithique précéramique A (PPNA), et il a comme ce dernier été établi en fonction de la stratigraphie du site de Jéricho par Kathleen Kenyon. Il s'étend sur environ 2000 ans entre le début du IXe millénaire et le début du VIIe millénaire av. J.-C., donc d'environ 9000/8800 à 7000/6500 av. J.-C. 
Le PPNB s'étend sur le Levant et les régions voisines (Anatolie du sud-est, Chypre), c'est une phase caractérisée par la présence de villages sédentaires, parfois très grands, dont la population commençait à maitriser l'agriculture et/ou l'élevage. De ce fait, il est considéré comme la phase d'accomplissement du processus de néolithisation, qui voit l'apparition de sociétés d'agriculteurs. Ces sociétés partagent donc un mode de vie similaire, avec une architecture rectangulaire, des techniques artisanales (débitage des pierres dures, vaisselle en pierre polie, industrie de l'os) et des pratiques religieuses apparentées (manipulation des corps des défunts, en particulier leurs crânes), sont reliées par des échanges d'objets (notamment l'obsidienne), même si des divergences culturelles existent. Il ne s'agit donc pas d'un ensemble culturel homogène, mais plutôt d'une koinè, une « sphère d'interactions ».

## Chronologie
Le perfectionnement de la technique de datation radiocarbone et la multiplication des fouilles des sites de cette période permettent d'établir un cadre chronologique beaucoup plus précis et sensiblement différent de celui proposé par Kenyon.
Le PPNB couvre en gros le IXe millénaire av. J.-C., le VIIIe millénaire av. J.-C. et le début ou la première moitié du VIIe millénaire av. J.-C. Il se divise en trois phases, avec parfois l'ajout d'une quatrième, aussi appelée Néolithique précéramique C, pour le Levant Sud, :
|                 | K. Wright | A. N. Goring-Morris et A. Belfer-Cohen (Levant Sud) | P. Akkermans (Levant Nord) |
| PPNB ancien     | 8940-8460 | 8500-8250                                           | 8700-7500                  |
| PPNB moyen      | 8460-7560 | 8250-7500                                           | 8700-7500                  |
| PPNB récent     | 7560-6940 | 7500-7000                                           | 7500-6900                  |
| PPNB final/PPNC | 6940-6400 | 7000-6400                                           | -                          |

À la différence du PPNA, il ne se subdivise pas en entités archéologiques régionales distinctes.

## Extension géographique et nature du PPNB

Localisation des principaux sites du Néolithique précéramique B.

Le noyau géographique du PPNB se situe au Levant, c'est-à-dire pour l'essentiel la Syrie, le nord et l'ouest de l'Irak, la Jordanie, le Liban, Israël et la Palestine.
Les limites de son extension diffèrent selon les chercheurs. Le sud-est de l'Anatolie est couramment inclus, sa partie centrale parfois, mais en 2002 M. Özbaşaran et ses collègues ont proposé une autre chronologie pour cette région, la phase contemporaine du PPNB correspondant alors grossièrement à la phase Early Central Anatolia II (ECA II).
Les découvertes effectuées à Chypre à partir des années 1990 permettent d'inclure cette île dans l'aire d'extension du PPNB.
La présence du PPNB dans le Zagros iranien fait encore l'objet de discussions car cette phase est encore très mal connue dans cette région. Cette dénomination n'est généralement pas employée pour cette région, mais elle participe aussi aux premières expériences de domestication, attestées à Ganj Dareh et Chogha Golan. Il en va de même pour les sites de Haute Mésopotamie orientale situés entre le Zagros et la Djézireh (Nemrik, Magzalia).
Vers le sud, le PPNB, n'est pas documenté dans la péninsule arabique et, vers l'ouest, il n'atteint pas la vallée du Nil toujours peuplée de chasseurs-cueilleurs. Dans l'état actuel de la recherche, l'ouest et le nord de la Turquie en sont exclus.
La difficulté pour établir l'aire d'extension de cette phase est liée non seulement à l'état de la recherche mais surtout à la question des critères la définissant. Certains aspects traditionnellement associés au PPNB ont une aire d'extension qui dépasse son cadre géographique supposé ou au contraire sont absents de certains sites qui par d'autres aspects sont considérés PPNB. De plus, l'extension des aspects PPNB évolue au cours du temps.
Quand il s'agit de définir ce qu'est le PPNB et quels sont les liens entre ces régions très diverses, il a été proposer de l'envisager comme une koinè ou comme une « sphère d'interaction » (O. Bar-Yosef et A. Belfer-Cohen), succédant à un PPNA où la variété régionale est plus affirmée. Cela serait visible dans le partage de traits communs et des échanges d'objets porteurs de sens symbolique dans une grande partie de cet espace : cela concerne aussi bien l'économie agropastorale que les échanges d'obsidienne, les méthodes de débitage des pierres, l'architecture quadrangulaire, ou le « culte des crânes ». S. Kozlowski a mis en avant l'existence d'une industrie lithique commune à cette koinè, les « grosses têtes de flèches » (Big Arrowheads Industries, BAI),. Pour J. Cauvin le PPNB est un phénomène culturel « conquérant », qui devient supra-régional, dont le centre se situe dans le Levant nord, plus précisément le Moyen-Euphrate, où les changements de mentalité et de culture précèdent les changements architecturaux, techniques sociaux et économiques qui sont les marqueurs de cette période (agriculture et élevage, passage d'une architecture arrondie à une rectiligne, « religion du taureau », etc.). D'autres envisagent la période plutôt sous l'angle de la diversité. Au cœur de ce problème réside la question de savoir comment interpréter les évolutions des régions qui se néolithisent à cette période comme Chypre ou l'Anatolie centrale (acculturation, colonisation, interaction ou expansion d'une culture dominante ?).

## Occupation du territoire et habitat

### Évolutions du peuplement
Si on considère le nombre et les dimensions des sites, la population de la phase PPNB était donc plus importante que celle de la phase précédente. Apparaissent aussi des villages de taille plus importante, surnommés « mégasites », sur le plateau de Jordanie et le Moyen-Euphrate en particulier. Cette croissance est en général attribuée à l'essor agricole, mais on trouve aussi des sites dont l'essor semble lié à une fonction de centre cérémoniel pour d'importantes communautés (Göbekli Tepe, Kfar-Hahoresh).
Les sites PPNB se développent dans des environnements très variés, par exemple les plateaux turcs, les vallées fluviales (Tigre et Euphrate), les zones montagneuses (Zagros, Taurus) et les régions maritimes (Chypre).
En outre, le climat n'est pas homogène au cours des temps. Cette période qui suit la fin de la dernière période glaciaire connaît en effet plusieurs crises climatiques importantes qui ont provoqué des changements notables dans la végétation et la faune de ces régions.
Dans le Moyen Euphrate, la densité de peuplement n'évolue pas franchement entre le PPNA et le PPNB ancien : des sites sont toujours occupés (Mureybet), certains abandonnés (Jerf el Ahmar), d'autres sont des fondations (Abu Hureyra, Haloula, Dja'de el Mughara (en)), et ce sont des petits sites de moins d'1 hectare. Certains connaissent une croissance durant la phase moyenne, la croissance étant surtout marquée pour le PPNB récent entre 7500 et 7000 : des sites comme Abu Hureyra, Haloula atteignent alors peut-être 7-8 hectares, et surtout beaucoup de petits sites sont apparus, qu'il s'agisse d'occupations temporaires ou de véritables villages.
En Syrie occidentale et au Liban, une faible densité s'observe également au début du PPNB, malgré l'apparition d'un site important comme Tell Aswad en Damascène, et d'autres sites plus petits, sans doute pour la plupart temporaires. Mais la connaissance du peuplement néolithique de cette région est encore très parcellaire. Pour le PPNB des nouveaux villages apparaissent : Ghoraifé et Ramad en Damascène, Ras Shamra et Byblos sur la côte.
Au Levant sud, le PPNB ancien semble être une période de peuplement clairsemé, avec peu de sites connus (Motza, Kfar-Hahoresh). En revanche les périodes suivantes voient sa densification, et un pic durant le PPNB tardif et final. Les sites anciens du PPNA sont souvent abandonnés, ou réoccupés après un hiatus (Jéricho, Nahal Oren). La zone côtière a livré peu de sites, tandis qu'on remarque une plus forte concentration des sites à l'intérieur, dans la vallée du Jourdain (le « corridor levantin ») et en Transjordanie. Cela concerne notamment les zones semi-arides qui semblent être de plus en plus peuplées à la fin de la période, mais les sites de la steppe étant en général saisonniers et les villages permanents fondés près de sources pérennes (sens de la phrase?). Ain Ghazal et Wadi Shu'aib sont les plus importants sites de l'intérieur au PPNB ancien, pour la période finale d'autres apparaissent (As-Safiya, Basta, ‘Ain Jammam), pouvant atteindre les 15 hectares. Dans la région de Petra des villages sont fondés (Shaqarat Mazyad, Beidha, Ba'ja).
Dans les espaces arides et semi-arides du Levant intérieur (marges du désert syro-arabe, Sinaï), des traces d'un peuplement par des communautés de chasseurs-cueilleurs non sédentarisés sont identifiées sur de petits site de moins de 0,1 hectare, où se trouvent des restes végétaux et animaux, ainsi que des dalles servant à la mouture, parfois des constructions en dur et des tombes. Il s'agit de sites saisonniers, les communautés se déplaçant sur différents espaces géographiques selon la saison (petites collines en été, zones protégées des vents d'hiver). Reste à savoir quels types d'interactions ces groupes avaient avec les agriculteurs sédentaires avec lesquels ils ne devaient pas manquer d'entrer en contact, pacifiques ou belliqueux.
En Anatolie du sud-est le début du PPNB se fait sans rupture avec la période précédente, et est plutôt une phase de développement et d'innovations. Les sites s'implantent dans différents types d'emplacements : Gürcütepe, Cafer Höyük et Çayönü sont dans des plaines alluviales, Gritille Höyük et Mezraa-Teleilat sont sur les bords de rivières, Nevalı Çori sur une terrasse calcaire, Göbekli Tepe et Karahan Tepe sur le sommet de collines, Akarçay Tepe sur un plateau, etc.
On constate d'une manière générale que les abandons de villages après plusieurs siècles d'occupation sont courants sur toute la période, phénomènes qui peuvent dépendre d'une grande variété de causes. En particulier la fin du PPNB ancien est marquée par le déclin des grands villages et l'abandon de nombreux sites dans certaines régions, en particulier le Levant Sud et l'Anatolie. Les causes de ce phénomène sont discutées, et sans doute plurielles, et peuvent varier selon les lieux : climatiques, avec l'« événement de 8200 avant le présent » (soit vers 6400 av. J.-C.), un bref (environ 200 ans) mais intense épisode de dégradation climatique ; des dégradations liées à une surexploitation du milieu par les communautés sédentaires sur le long terme ; peut-être des épidémies, des conflits ou autres troubles sociaux,,.

### L'organisation des villages

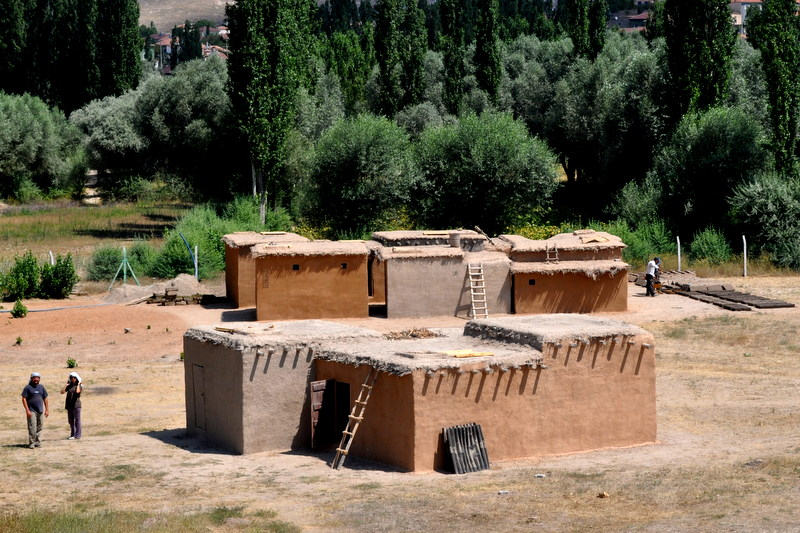
reconstitution de maisons d'Aşıklı Höyük (Turquie)

Certains sites sont particulièrement étendus, notamment Ain Ghazal (Syrie), Çatal Höyük et Aşıklı Höyük en Turquie. Il existe toutefois des sites beaucoup plus petits ne réunissant probablement que quelques groupes familiaux, par exemple dans le sud du Levant, à la toute fin du PPNB.
Des évolutions notables sont perceptibles dans l'utilisation de l'espace villageois, plus réfléchie, témoignant d'une organisation collective. C'est le cas à Çayönü où apparaît un espace ouvert aménagé, la « Plazza », où se déroulent plusieurs activités, sans doute en lien avec les « sanctuaires » qui se succèdent et qui le bordent. D'autres espaces ouverts aménagés sont attestés ailleurs (Beidha, Nemrik, M'lefaat), de même que le positionnement réfléchi des lieux de culte supposés.
Abu Hureyra, en Syrie, s'étend sur 12 ha au PPNB récent et se caractérise par un habitat dense. Les maisons sont constituées de cinq pièces ou plus. Réalisées en briques crues, elles sont séparées les unes des autres par quelques cours et d'étroits passages. Certains sites présentent des traces d'aménagement concerté : une orientation des constructions similaire sur certains niveaux à Çayönü et Cafer Höyük), une disposition en rangées à Çayönü et Nemrik, ou en couronne à M'lefaat. Les maisons sont dans certains cas séparées par des espaces qui en sont une extension puisqu'on y trouve des foyers, instruments de broyage, aires de débitage, etc. En revanche d'autres sites présentent un habitat plus agglutiné (Beidha). Enfin des murs d'enceinte sont repérés à Jéricho, Beidha, aussi Nevalı Çori ; la présence d'un mur intérieur à Haloula est plus énigmatique.

### Architecture domestique et communautaire

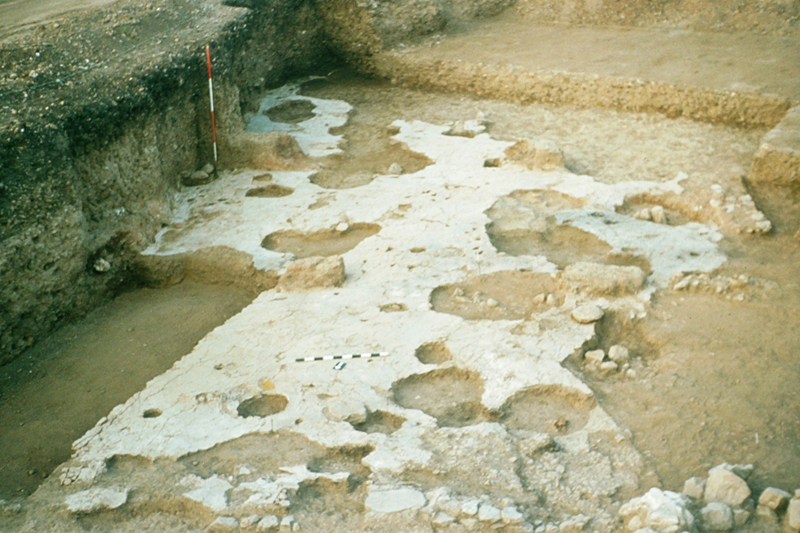
sols plâtrés du site d'Yiftahel (Israël)

Alors que les maisons d'habitation du PPNA étaient de plan circulaire ou elliptique, celles du PPNB sont quadrangulaires. Elles gagnent progressivement en taille et en complexité, avec l'apparition de pièces fonctionnelles, ce qui montre une nouvelle conception de la maison, qui n'est plus un simple lieu d'abri et de résidence à la différence des débuts de la sédentarisation, mais un « foyer », lieu de vie et d'expression d'un groupe familial particulier.
Cette transition s'observe dès la fin du PPNA dans le Moyen-Euphrate, en particulier à Jerf el Ahmar où les formes des constructions sont très diverses. Dans le petit site de Dja'de el Mughara sur le Moyen-Euphrate, daté du début du PPNB ancien, on trouve de petites constructions rectangulaires, d'une seule pièce, qui font l'objet de nombreuses réfections ; elles coexistent avec des structures moins durables.
En Anatolie du sud-est les modèles architecturaux complexes rectangulaires se développent à la fin du PPNA, aboutissant à des grandes constructions à fondations en pierre associant pour la première fois plusieurs espaces domestiques aux fonctions différentes : magasins, espaces de foyers, cours intérieures. Le plan de ces premiers édifices est en forme de grille (Grill Building , à Çayönü), puis une organisation tripartite de l'espace se repère (Channeled Building et Cobble-Paved Building à Çayönü, aussi attesté à Nevalı Çori et Caferhöyük), puis durant la phase récente du PPNB apparaissent des constructions plus massives, sans doute à deux niveaux (Cells Plan Building à Çayönü).
Au Levant sud, le plan des maisons est également plus élaboré durant le PPNB moyen et récent. Il s'agit des maisons de type « mégaron » ou « corridor », constructions rectangulaires comprenant des grandes pièces, organisées suivant un plan tripartite et servant manifestement de résidence pour une famille nucléaire. Elles comprennent sans doute un étage, qui sert aux activités domestiques, tandis que le sous-sol, semi-enterré, comprend des espaces de stockage et ateliers. D'autres maisons sont organisées de manière grossièrement similaire mais autour d'une cour centrale.
Les matériaux de construction, variables selon les régions et les phases considérées, étaient le plus souvent la brique crue et parfois aussi, comme à Mureybet (Syrie), le pisé.
Dans de très nombreux sites, les sols et les murs étaient recouverts d'un enduit constitué de chaux préparé à partir de calcaire. Sa surface, soigneusement polie, était fréquemment peinte dans différentes couleurs, par exemple en blanc à Yiftahel (Israël) ou en noir à Abu Hureyra (Syrie).
Des bâtiments publics de grandes dimensions ont été identifiés sur plusieurs sites du PPNB, dont Çayönü et Nevalı Çori dans le Taurus-Zagros, Beidha dans le sud de la Jordanie, etc. Certains étaient liés à des pratiques funéraires, d'autres étaient des lieux de réunion.
Enfin, dans plusieurs cas, c'est la nature de l'ensemble d'un site qui pose question. Göbekli Tepe, site fondé au PPNA mais encore occupé au début du PPNB, est caractérisé par des structures circulaires et des grands piliers de pierre. Au PPNB des structures plus petites de forme rectangulaire prennent le relais, avec dans plusieurs cas quelques piliers. Ce site est en général interprété comme un grand sanctuaire, parfois comme un village (voir plus bas).
Des peintures murales sont conservées dans plusieurs sites, les plus anciennes provenant de Dja'de el Mughara (en). Une fresque représentant des grues a été découverte dans le site de Bouqras.
Les motifs géométriques sont fréquents, comme à Tell Haloula (Syrie).
Le site de Çatal Höyük, fondé à l'extrême fin du PPNB, se caractérise quant à lui par l'abondance des décors architecturaux (en particulier les bucranes) et des peintures murales qui figurent, entre autres, des captures d'animaux sauvages (aurochs, cervidés).

## Domestication des plantes et des animaux

Localisation des foyers identifiés pour les domestications des céréales au Proche-Orient : agriculture pré-domestique (italique) et domestications morphologiques (droit).

Le mode de vie des populations du PPNB variait évidemment d'une région à l'autre en fonction des ressources disponibles et des conditions environnementales. Les plantes et animaux sauvages ont constitué une composante majeure de l'alimentation pour la majeure partie des sites, y compris durant les phases les plus récentes. À ce jour, sur la côte du Levant et à Chypre, il existe très peu de preuves de pêche en mer, bien que la navigation maritime était parfaitement maîtrisée.
Le PPNB se caractérise surtout par l'accentuation du processus de domestication des espèces animales et végétales probablement initié dès le PPNA (une agriculture « pré-domestique »),.
- Au moins 11 plantes distinctes ont été domestiquées durant cette période, ce qui est attesté avec assurance par l'apparition sur les sites de plantes morphologiquement domestiques (les unités de dispersion ou épillets restent attachés au grain alors qu'ils se dispersent sur les variétés sauvages) : en premier lieu l'orge, les lentilles, les fèves, les pois chiches, l'engrain, le blé amidonnier, le lin, les pois et le seigle[16].

- Au moins quatre espèces animales ont été domestiquées : les bovins, les chèvres, les porcs et les moutons[16]. L'exploitation des produits secondaires de ces animaux, notamment le lait, débute peut-être dès le PPNB moyen entre 8000 et 7500 av. J.-C.[39] À ces espèces, liées à l'alimentation, il faut ajouter le chien, déjà domestiqué depuis longtemps mais qui était jusqu'alors particulièrement rare, et le chat dont le plus ancien exemple connu a été exhumé dans le site de Shillourokambos à Chypre.

Ce processus de domestication des plantes et des animaux s'est visiblement déroulé en plusieurs endroits à la même période. Les formes domestiques des plantes apparaissent au même moment au Levant sud et nord, à Chypre, et dans le Zagros iranien. De ce fait, des sites vivaient encore très largement de ressources animales et végétales sauvages à une phase avancée du PPNB alors que dans d'autres régions les plantes cultivées et la viande des animaux domestiques constituaient la base de l'alimentation. Ces différences importantes sont en partie liées à l'environnement. Ainsi, la chasse demeurait importante dans le site de Bouqras au PPNB récent car il était situé dans un environnement assez désertique. De plus les sites anatoliens semblent avoir été moins dépendants de l’agriculture que les sites du Levant, la chasse et la cueillette restant essentiels pour la subsistance jusqu'à la fin du PPNB.

## Productions matérielles

### Outillage en pierre et roche taillées

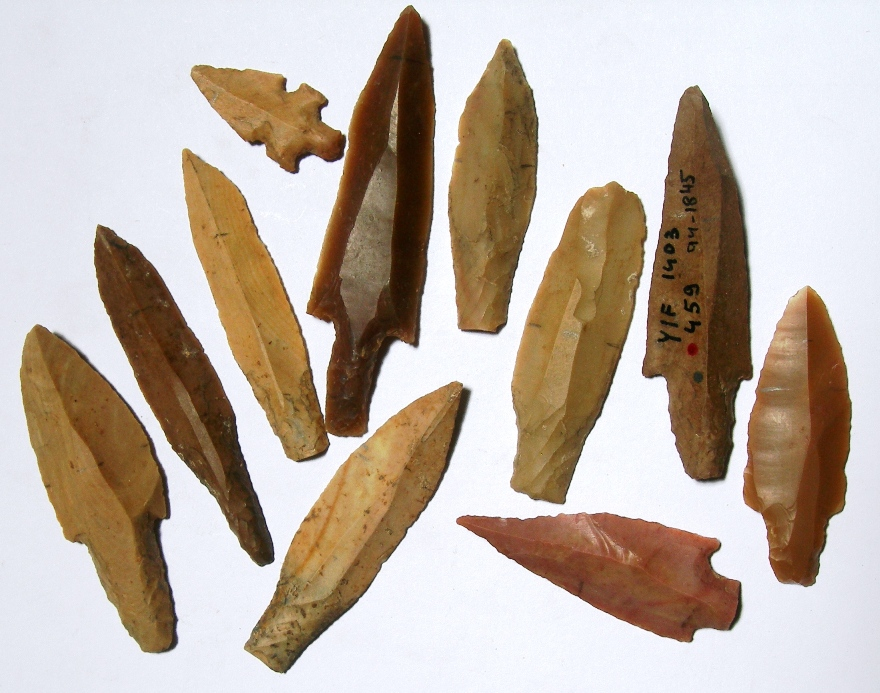
pointes de flèche d'Yiftahel (Israël)

L'outillage est réalisé dans différentes roches dont les gisements sont parfois très éloignés des sites.
C'est notamment le cas de l'obsidienne dont les principaux gisements se situent dans le centre et l'est de l'Anatolie. Un gisement se trouvait à proximité du site de Kaletepe en Anatolie centrale, qui disposait d'ateliers de taille, produisant en particulier des grandes lames (15 × 1,5 cm). L'obsidienne de Cappadoce est attestée par exemple à Mureybet en Syrie, à plusieurs centaines de kilomètres des sources.
Différents silex sont également exploités et, parfois, étaient distribués sur de grandes distances. Les plus anciennes mines de silex de la région sont attestées près du site d'Ain Ghazal en Jordanie.
Plusieurs techniques et méthodes ont été employées pour obtenir les éclats et les lames utilisés comme outils. Autour de 8000 av. J.-C., une méthode particulière de préparation des nucléus apparaît : le débitage naviforme. Les lames étaient détachées des nucléus par percussion directe tendre. Cette méthode s'est répandue rapidement dans toutes les régions, sauf une partie de l'Anatolie et a disparu durant ou juste après le PPNB récent.
La technique de la pression est également attestée dès le PPNB ancien dans plusieurs régions. Toutefois, elle est abandonnée en Anatolie centrale au début du VIIIe millénaire av. J.-C.,,. Elle connaît au contraire un développement très important dans le sud de l'Anatolie où elle est perfectionnée jusqu'à permettre la réalisation de lames pouvant atteindre ou dépasser 30 cm de long.
Les tailleurs du PPNB ont également appris à maîtriser la chauffe contrôlée des nucléus, permettant d'améliorer l'aptitude à la taille des blocs de roche.
Les lames issues de nucléus naviformes étaient très souvent retouchées sous la forme de pointes de différentes dimensions. Ces pointes, attestées dans de très nombreux sites comme Byblos, étaient utilisées pour différentes tâches, certaines sans doute comme armes (pointes de flèche). Les plus grandes ont servi de couteaux. D'autres lames ont été employées comme faucille, comme l'attestent les exemplaires découverts à Hagoshrim.
Les lames par pression ont également été employées pour différentes tâches, y compris comme faucilles.

### Vaisselle blanche et débuts de la céramique
Les vases en terre-cuite étaient inconnus durant la majeure partie du PPNB.
Les premières poteries sont attestés dans plusieurs sites datés de la seconde moitié du VIIIe millénaire av. J.-C.. Elles sont dénommées « vaisselles blanches » en raison de leur couleur. Leur technique de réalisation s'est probablement inspirée de celle des murs et des sols préparés à la chaux. Ces pots étaient en effet également réalisés en chaux et cendre grise. Ils étaient façonnés autour de paniers. Ils sont attestés dans tous les villages de la zone principale de développement du PPNB.
Les contenants en terre cuite de façon intentionnelle sont apparus durant la même période, manifestement inspirés de la vaisselle blanche, et aussi de récipients en argile non cuite. Les styles les plus anciens, datables du PPNB récent, sont encore mal connus ; ils ont notamment été repérés à Tell el-Kerkh en Syrie occidentale, et à Seker al-Aheimar dans la vallée du Khabur, et d'autres semblent se développer au même moment ou peu après dans le Zagros central et en Anatolie centrale. Les poteries deviennent rapidement abondantes sur certains sites comme Tell Aswad dans le nord de la Syrie. La forme des plus anciens exemplaires est simple. Ils sont monochrome, de couleur claire, leur surface est lustrée mais dans certains sites, à Bouqras par exemple, ils présentent des décors géométriques peints.

### Autres productions matérielles

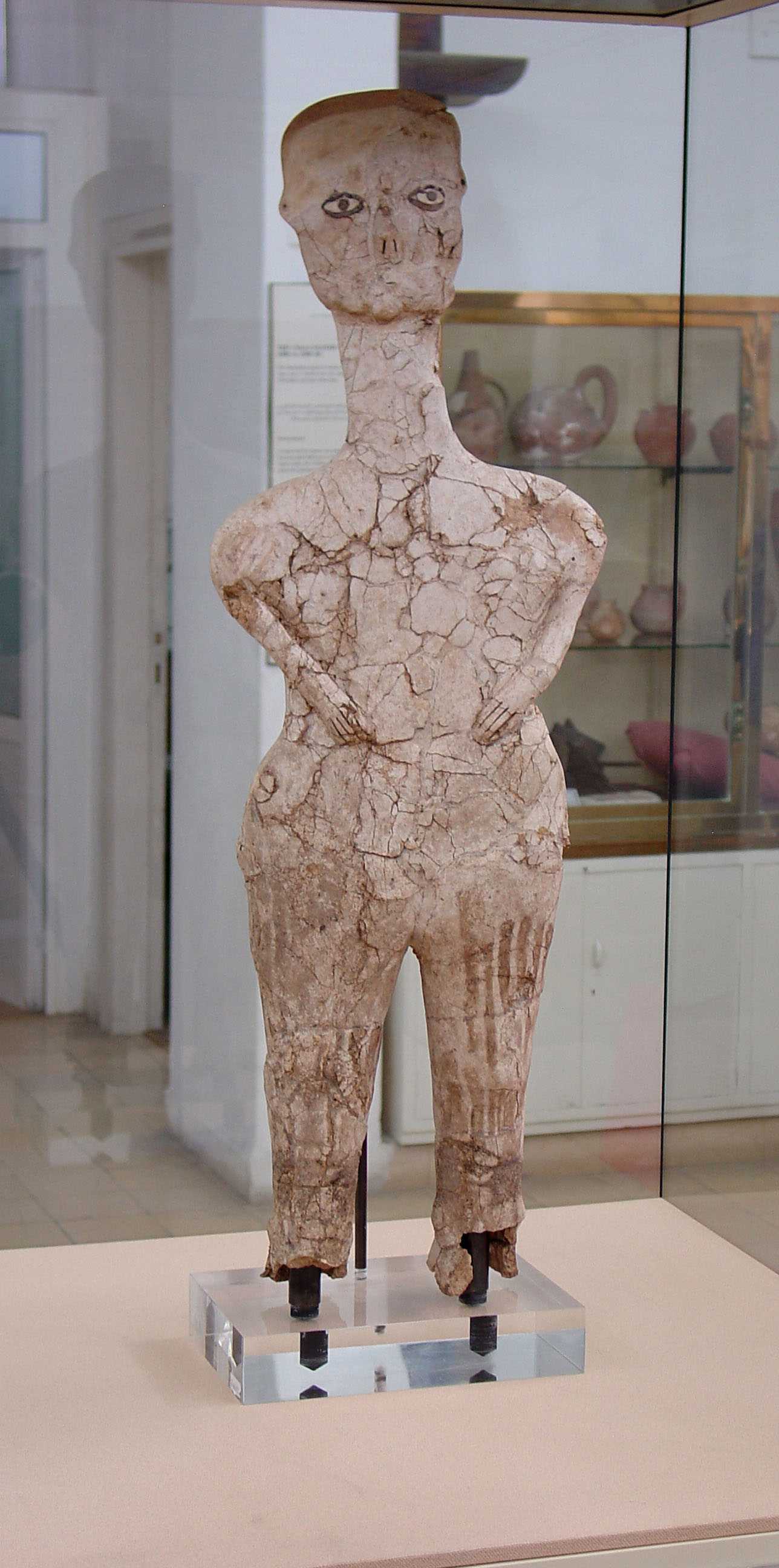
Statue en plâtre de 'Ain Ghazal (Musée archéologique de Jordanie).

Les sites du PPNB livrent souvent une grande variété d'objets, généralement de très grande qualité technique.
Dans le Levant, l'os et le bois de cervidé ont été employés pour la réalisation par des techniques variées de poinçons, de couteaux plats, d'outils tranchants, d'aiguilles et de perles tubulaires. Plus rarement, ils ont servi à façonner des grands crochets ou des manches en bois de cervidés. Des polissoirs en os apparaissent à la fin du PPNB, leur fonction précise est encore inconnue.
Des haches polies en roche verte sont signalées dans certains sites comme Mureybet et Abu Hureyra.
Une roche équivalente était également utilisée pour la réalisation d'éléments de parure, notamment des perles en pierre.
De rares objets en cuivre natif apparaissent dans plusieurs sites.
Le métal, préalablement chauffé, permettait de façonner de petits objets, notamment des éléments de parure mais peut-être aussi des outils utilisés dans d'autres activités, par exemple dans la taille de la roche.
Il s'agit de la plus ancienne utilisation connue du métal, mais sans maîtrise de la fonte de ce dernier. On ne peut donc pas parler de métallurgie.
Les vanneries sont essentiellement documentées par des traces indirectes, notamment pour la fin de la période par l'empreinte laissée sur les vases en terre-cuite avant leur cuisson. Des différences régionales sont perceptibles : les "vanneries cordées" et les "nappes superposées" se concentrent essentiellement dans le sud du Levant et en Damascène alors que les vanneries en "nattes" sont concentrées dans le nord.
Avant même son utilisation pour façonner des récipients, la terre-cuite était utilisée pour la réalisation de figurines, essentiellement d'animaux, de femmes et de personnages de sexe indéterminé. À côté de ces figurines de petites dimensions, on trouve également de véritables statues, notamment dans le site de 'Ain Ghazal. Elles sont réalisées en plâtre sur une armature végétale. Des petits tampons, le plus souvent en terre-cuite, apparaissent à l'extrême fin ou juste après le PPNB.

## Pratiques funéraires et rituelles
Les pratiques funéraires du PPNB étaient très variées, ce qui n'est guère surprenant en raison de son étendue temporelle et géographique, bien que plusieurs grandes tendances soient perceptibles.
En premier lieu, l'enterrement des inhumés sous le sol des maisons était très largement pratiqué.
À Tell Aswad, durant la fin du PPNB ancien, 12 personnes ont été inhumées dans deux maisons, soit sous le sol, soit devant (parallèlement) ou dans le mur. Le crâne a été prélevé dans un cas. À Çayönü les ossements de défunts avaient été réunis dans un bâtiment spécifique (« Skull Building »), de même qu'à Dja'de el Mughara (en) (la « maison des morts »). Dans d'autres cas les défunts semblent enterrés dans des cimetières extérieurs aux zones d'habitations. La plus ancienne attestation de crémation au Levant date du PPNB final (ou PPNC), à Beisamoun.

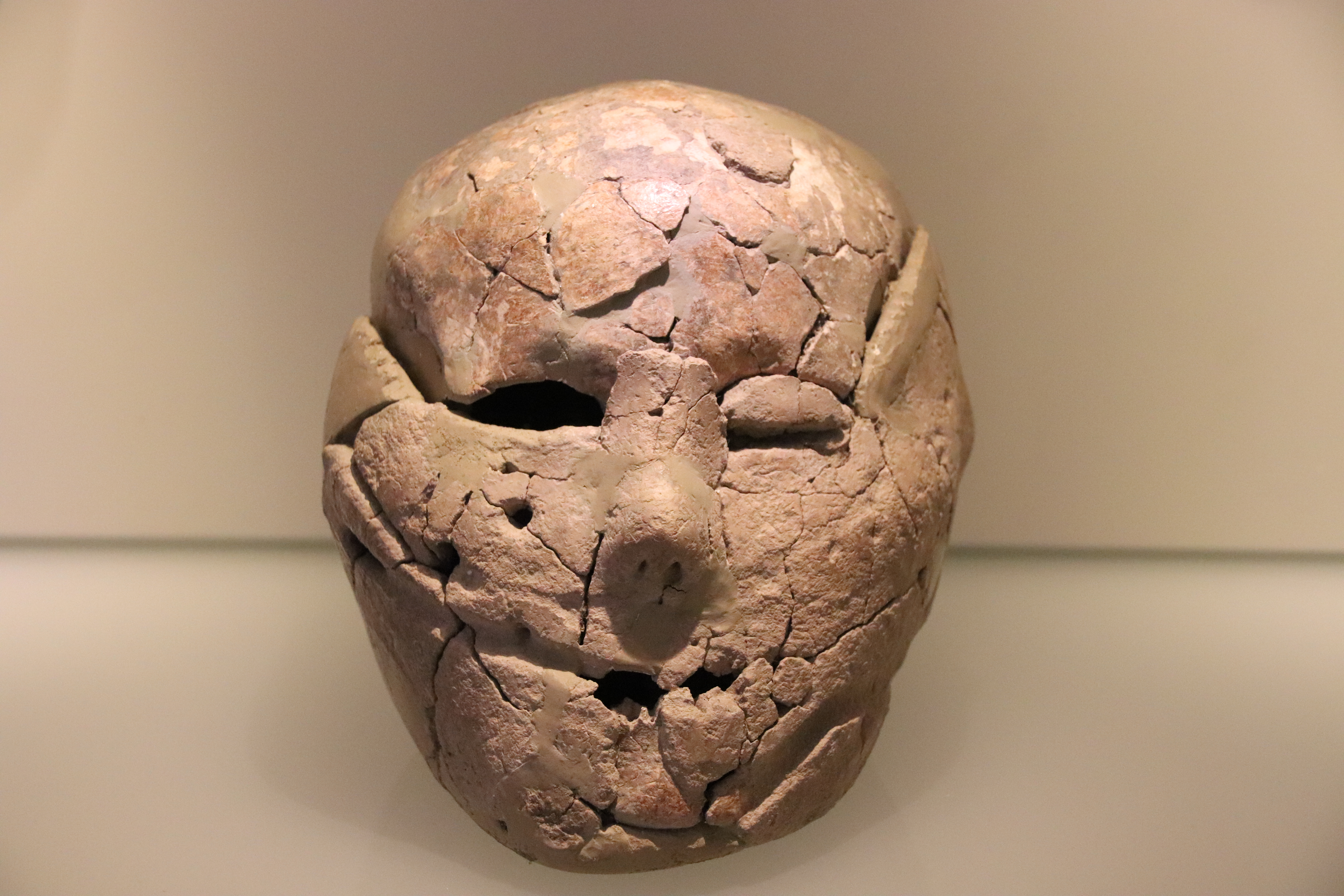
Crâne surmodelé provenant du site de Beisamoun (Israël).

Les pratiques de manipulation des corps des défunts à des fins rituelles se poursuivent et sont une caractéristique de la sphère culturelle du PPNB. En particulier les crânes des défunts ont souvent fait l'objet d'un traitement particulier et étaient parfois séparées du corps, ce qui est relié à un « culte des crânes » qui pourrait être un témoignage d'un culte des ancêtres. Plusieurs cas de regroupements de crânes et d'exposition des crânes sont documentés, notamment dans les bâtiments évoqués plus haut à  Çayönü et à Dja'dé. Des crânes surmodelés ont été découverts dans plusieurs sites, essentiellement dans le sud du Levant et dans la région de Damas. Le visage du défunt était reconstitué sur son crâne grâce à un masque de plâtre parfois d'une précision et d'une qualité exceptionnelles. Les yeux étaient remplacés par des coquillages. Ainsi, à Tell Aswad, à la fin du PPNB moyen ou au début du PPNB récent, deux aires funéraires successives étaient chacune fondée par un dépôt de crânes surmodelés enfouis dans des fosses.
À Göbekli Tepe trois crânes mis au jour présentent des incisions qui pourraient indiquer la présence d'une décoration qui a depuis disparu.
L'identification de bâtiments destinés au culte est souvent sujet à débats, en l'absence d'éléments décisifs aux yeux de tous les spécialistes, d'autant plus que ces bâtiments ont pu avoir plusieurs fonctions. Les bâtiments et espaces se distinguant par leur taille et leur agencement des espaces résidentiels sont vus comme de potentiels lieux religieux. L'Anatolie du sud-est fournit plusieurs études de cas sur ce sujet. À Çayönü, le « bâtiment aux crânes » (« Skull Building »), avec ses 49 crânes alignés à l'origine sur des étagères, ainsi que des sépultures secondaires et primaires couvertes de dalles, est vu comme un bâtiment à fonction cultuelle ; après son incendie manifestement intentionnel, il est remplacé par le « bâtiment en terrazzo », ouvrant sur la plaza, espaces ouvert avec des monolithes, espaces qui ont pu avoir une fonction cultuelle. Nevalı Çori présente d'autres potentiels édifices religieux, les « bâtiments cultuels », qui se succèdent sur trois niveaux ; ils disposent de piliers en forme de T, encastrés dans des banquettes murales, et d'autres en position centrale. Des édifices similaires sont érigés à Göbekli Tepe au niveau II, correspondant aux premiers siècles du PPNB, remplaçant du point de vue fonctionnel les « enclos » circulaires ou ovoïdes érigés au PPNA (niveau III). Selon les fouilleurs de ce dernier site, il sert de sanctuaire pour une communauté rituelle regroupant les populations vivant dans la région alentour et au-delà, qui s'y réunissent pour accomplir des fêtes.
Dans le Levant sud, des sites ont pu également servir de centres cultuels régionaux. Kfar-Hahoresh dans la vallée de Jezreel est une nécropole où les tombes sont souvent plâtrées et incluses dans des enceintes rectangulaires, qui a pu servir à plusieurs communautés qui s'y réunissaient lors de cérémonies. Les objets trouvés dans la grotte Nahal Hemar (he) dans le désert de Judée, tels que des masques de pierre, des perles en bois, pierre et coquillage, figurines en bois, des crânes surmodelés, et divers récipients, semblent indiquer un assemblage à finalité rituelle.

## Organisation sociale
Les populations de la phase PPNB étaient sédentaires pour l'essentiel. Elles vivaient de la chasse, de la cueillette, puis pour certaines de l'agriculture et de l'élevage.
Les différentes productions matérielles, dont plusieurs témoignent d'un investissement très important, indiquent le développement d'artisanats et d'échanges entre les différentes communautés. Ces échanges ont pu être assez intenses, comme en témoigne la fréquentation très régulière de Chypre par des groupes venus du continent.
Les outils en roche taillée, en particulier en obsidienne, sont un des éléments les plus révélateurs sur l'intensité et les modalités de ces échanges. Ainsi 4 000 éléments en obsidienne venue d'Anatolie ont été découverts dans le site d'Akanthou-Arkosykos-Tatlısu-Çiftlikdüzü à Chypre. D'autre part, en Syrie, l'analyse très fine des éléments en roche taillée du site de Sabi Abyad suggère la présence de tailleurs itinérants spécialisés dans la production de lames par pression en obsidienne. En outre, des ateliers spécialisés ont été découverts près des gisements d'obsidienne de Cappadoce. Leur étude a permis de montrer que des objets en roche taillée soigneusement sélectionnés ont été distribués sur 900 km de distance. Les bols en chlorite, coquillages, l'asphalte ou le cinabre circulent aussi sur de longues distances. À Aşıklı Höyük, les céréales domestiques n'étaient pas produites localement mais étaient importées selon Henk Woldring.
Ces échanges semblent donc attester de formes d'intégration culturelle entre plusieurs régions, partageant un ensemble de marqueurs matériels, qui servent peut-être à identifier des groupes, ou à distinguer des individus pré-éminents. Il est probable que tous les membres d'un village n'avaient pas la capacité d'acquérir l'ensemble de ces productions spécialisées, notamment celles qui témoignent d'un investissement technique exceptionnel. Toutefois, il existe peu d'indices d'une hiérarchisation importante de la population au cours du PPNB, bien que les signes d'inégalités ne sont pas rares. Ainsi, à Çayönü en Turquie une série de maisons se distinguent par ses dimensions et par la richesse des objets qui y ont été découverts. D'autre part, les crânes surmodelés qui témoignent d'un soin très particulier apporté aux défunts sont rares et cette pratique n'était donc réservée qu'à quelques individus, peut-être issus du groupe des élites ou même de familles dominantes ; mais a contrario d'autres y voient le reflet de rites communautaires visant à assurer l'homogénéité du groupe villageois, la paix sociale, et à limiter l'affirmation d'une élite. La présence de « chefs » et d'organisations larges semble implicite dans les aménagements de sanctuaires, aussi dans la capacité à coloniser l'île de Chypre en y transportant par bateau des animaux et du matériel. Des galets gravés et sceaux trouvés sur des sites du PPNB semblent servir à identifier des individus ou groupes, et certains objets de type jeton pourraient être destinés à une tenue de comptabilité.